# محمد أبو الفتوح حساب
محمد أبو الفتوح حسّاب (2 ديسمبر 1913 ـ 2000) هو جراح مصري. اشتهر بوصفه عملية سميت بعملية حسّاب لعلاج نزيف دوالي المريء.

## حياته وتدرجه الأكاديمي
ولد حسّاب بمحافظة سوهاج في 2 ديسمبر 1913، وحصل على بكالوريوس الطب والجراحة سنة 1940، ثم درجتي الدبلوم سنة 1943 والماجستير سنة 1946 من جامعة القاهرة. تدرج في وظائف هيئة التدريس من معيد إكلينيكي للجراحة سنة 1944 حتى رأس أقسام الجراحة سنة 1970. بعد تقاعده عمل أستاذًا متفرغًا بجامعة الإسكندرية منذ سنة 1974.
حضر العديد من المؤتمرات الدولية، ودعته كثير من جامعات العالم لإلقاء محاضرات بها.

## عضويته بالجمعيات الطبية المتخصصة
كان حسّاب عضوًا بكل من:
- اللجان القومية لأمراض الكبد
- جمعية الجراحين الدولية
- جمعية أصدقاء مرضى الكبد المصري
- جمعية الجراحين المصرية
- الجمعية الطبية بالإسكندرية
- جميعة الجراحين بالإسكندرية

## أبحاثه
له عدة أبحاث في مجالات جراحة الجهاز الهضمي، والفتق، ودوالي المريء وتليف الكبد ودوالي الساقين. كما ابتكر عملية لعلاج نزيف دوالي المريء عُرفت باسمه في أمهات كتب الجراحة العالمية (عملية حسّاب Hassab’s decongestion operation).

## التكريم والجوائز
حصل حسّاب على نيشان العلوم من الطبقة الأولى، وميداليتي تقدير من جامعة الاسكندرية، ومن المملكة العربية السعودية، وكُتب اسمه في سجل أشهر الشخصيات العالمية، كما سمي باسمه أحد شوارع حي سموحة بمدينة الإسكندرية.

## أسرته
تزوج حساب من السيدة حياة نور، وكان لهما ثلاثة أبناء هم:
- أمينة (كانت قبل وفاتها في نوفمبر 2014[3] أستاذة طب وجراحة العيون بكلية طب الإسكندرية)
- حسام الدين (أستاذ الجراحة العامة بكلية طب الإسكندرية)
- هدى (أستاذه طب الأطفال بكلية طب الإسكندرية)